# Стратон II
Стратон II Сотер (Рятівник) (*Στράτων B΄ ὁ Σωτήρ, д/н — 10) — один з останніх індо-грецьких царів у Східному Пенджабі у 25 до н. е.—10 роках.

## Життєпис
Походив з династії Євтидемідів. Напевне, був сином царя Аполлофана. Почав панувати близько 25 року до н. е. Переніс столицю до міста Сагала (сучасне м. Сіалкот, Індія).
Вимушений був постійно боротися зі скіфськими загарбниками. Для зміцнення своєї влади оголосив онука Стратона співцарем, який контролював північну частину Індії. Є версія, що існував ще один Стратон, що носив почесне прізвисько Дійкайос (Справедливий), але про нього практично відсутні відомості. Можливо, був сином Стратона II, тоді саме Стратон Дікайос був Стратоном III й правив з батьком у 25 до н. е. — 10 роках, а онук був Стратоном IV Філопатор й панував у 15 до н..е — 10 роках.
Карбував срібні монети, але доволі поганої якості, що було пов'язано зі значним політичним та економічним послабленням індо-грецьких царів. На них зображено царя з діадемою та Афіною Палладою на звороті. Бронзові — з Аполлоном та триногою. Також, наслідуючи ще Зоїлу II, випускав квадратний мідний знак.

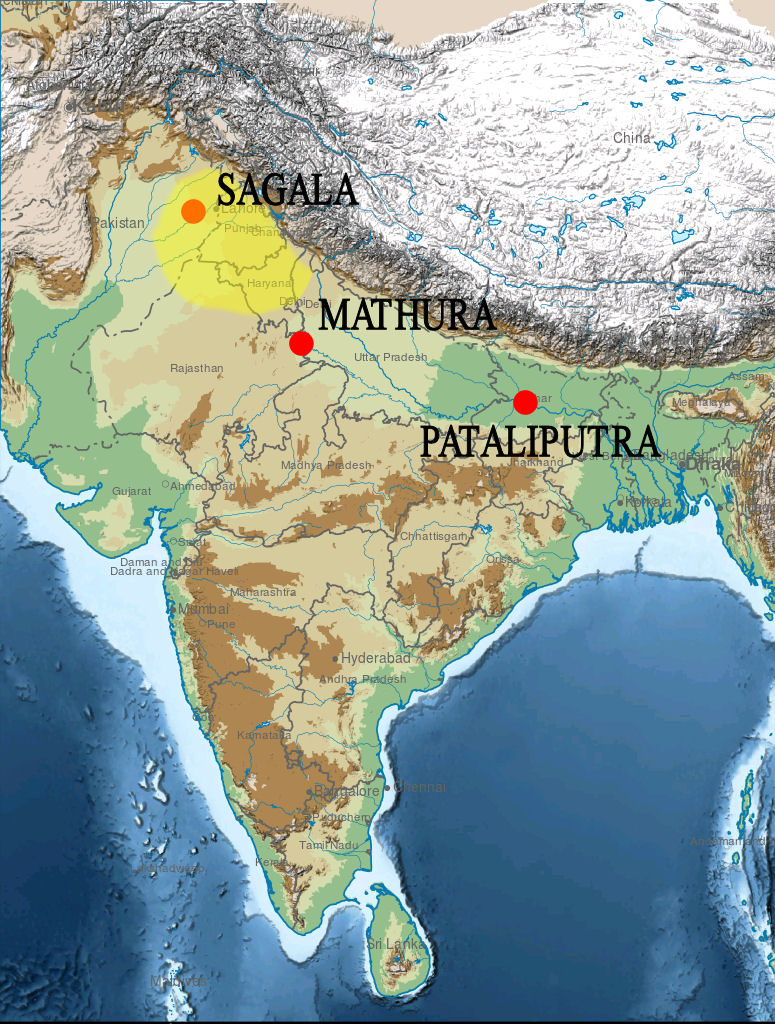
Індо-грецьке царство за Стратона II

 Зрештою зазнав поразки від Раджувули, очільника індо-скіфів, який спочатку захопив Матхуру. Більшу частину володарювання його царство охоплювало територію від ріки Чинаб до річки Сатледж.
Близько 10 року н. е. Стратон II зазнав поразки й незабаром державу було повністю захоплено сакськими військами, які заснували державу Північних Сатрапів.